# Discovery Travel & Living
O Discovery Travel & Living foi um canal da televisão a cabo voltado a esportes, culinária, hotelaria e viagens. O canal foi lançado em julho de 2000 na América Latina, e em outubro do mesmo ano chegou ao Brasil; fez parte da Discovery Communications.
Em Portugal o canal foi lançado em 8 de janeiro de 2010 substituindo o canal People + Arts em todos os operadores. Na América Latina sendo substituído pelo nome TLC em 1 de novembro de 2011. Este nome é usado em países da Europa e da Ásia. 

## Transformação em TLC

### No Brasil
Em novembro de 2011 começa a transmitir um sinal exclusivo para o Brasil além de sofrer alteração em seu nome e visual, passando a se chamar TLC.

### Em Portugal
Também no mês de novembro de 2011 em Portugal o canal foi substituído pela versão europeia do canal TLC.